# 逢見村
逢見村（あいみむら）は、かつて愛知県碧海郡にあった村である。
現在の刈谷市の一部（泉田町・今川町・今岡町・一里山町など）に相当する。

## 地理
逢妻川が境川に合流する場所付近にあった。

## 歴史
1878年（明治11年）、碧海郡泉田村・今川村・今岡村が合併して逢見村が成立した。この地にあった標高10-20mの台地を逢見山と呼んだことによる。近代の逢見村では綿作が盛んだった。1889年（明治22年）には町村制を施行し、改めて碧海郡逢見村が発足した。1891年（明治24年）の戸数は524、人口は2,374。明治初期には養蚕業をはじめ、明治中期には盛んになった。

### 年表
- 1889年（明治22年） - 町村制により碧海郡逢見村が発足[1]。大字は編成していない[1]。
- 1906年（明治39年） - 境村、東境村、一ツ木村と合併し、富士松村が発足。逢見村は廃止され、同村大字逢見となる[1]。

## 名所・旧跡

### 神社
- 八王子神社 - 泉田。村社。八王子神社貝塚の上に建つ。境内には泉田古墳の石室が移設されている。
- 富久泉龍王社 - 泉田。
- 今川八幡宮 - 今川。村社。高度経済成長期には愛知県道282号の建設のために現在地に移転した。移転前の敷地は八幡公園として整備されている。
- 神明社 - 今岡。村社。天正17年（1589年）創立。

### 寺院
- 順慶寺 - 泉田。真宗大谷派の寺院[2]。
- 西念寺 - 泉田。真宗大谷派の寺院。
- 浄信寺 - 泉田。真宗大谷派の寺院。
- 乗蓮寺 - 今川。真宗大谷派の寺院。開山は江戸時代前期とされる[3]。樹齢850年とされる「乗蓮寺のスダジイ」は刈谷市指定天然記念物[3]。
- 乗願寺 - 今岡。真宗木辺派の寺院。開山は天正15年（1587年）[3]。当初は地蔵寺と呼ばれた[3]。
- 洞隣寺 - 今岡。曹洞宗の寺院。開山は天正8年（1580年）とされ、開基は刈谷城主の水野忠重とされる[3]。常夜灯には寛政8年（1796年）の年号が刻まれている[3]。「中津藩士の墓」や「めったいくやしいの墓」などの史跡がある[3]。
  - 中津藩士の墓 - 寛保2年（1742年）、豊後国中津藩の家臣2人が今岡村で切りあい、2人とも亡くなって洞隣寺に埋葬された[3]。2人の墓は何度直しても反対側に傾いたが、手厚く供養してから傾かなくなったとする伝承がある[3]。
  - めったいくやしいの墓 - 洞隣寺の下働きの娘が高津波村にある医王寺の青年僧に一目ぼれしたが、仏法修行中の青年僧は娘につれない態度をとったため娘は憤死した[3]。娘の墓からは火玉が浮かび上がったり「めっちゃ悔しい」という声がしたりする伝承がある[3]。

### その他
- 泉田古墳 - 泉田。八王子神社の境内に横穴式石室が移築されている。
- 八王子神社貝塚 - 泉田。弥生時代の貝塚。刈谷市指定史跡（1958年指定）。
- お富士の松 - 今川。富士松という地名の由来になった松[3]。1560年（永禄3年）の桶狭間の戦い時、今川義元勢に切り殺された旅人の墓に植えられた松であるが、伊勢湾台風で枯れたため、現在は名鉄名古屋本線富士松駅前に2代目の松が植えられている[3]。
- ひもかわうどん発祥地碑 - 今岡。江戸時代の東海道の紀行文に登場する芋川うどんの発祥地とされることから建てられた碑[3]。
- 十王堂 - 今岡。10人の王を祀る堂[3]。各地にあった石地蔵が集められている[3]。